# Christuskirche (Völkermarkt)

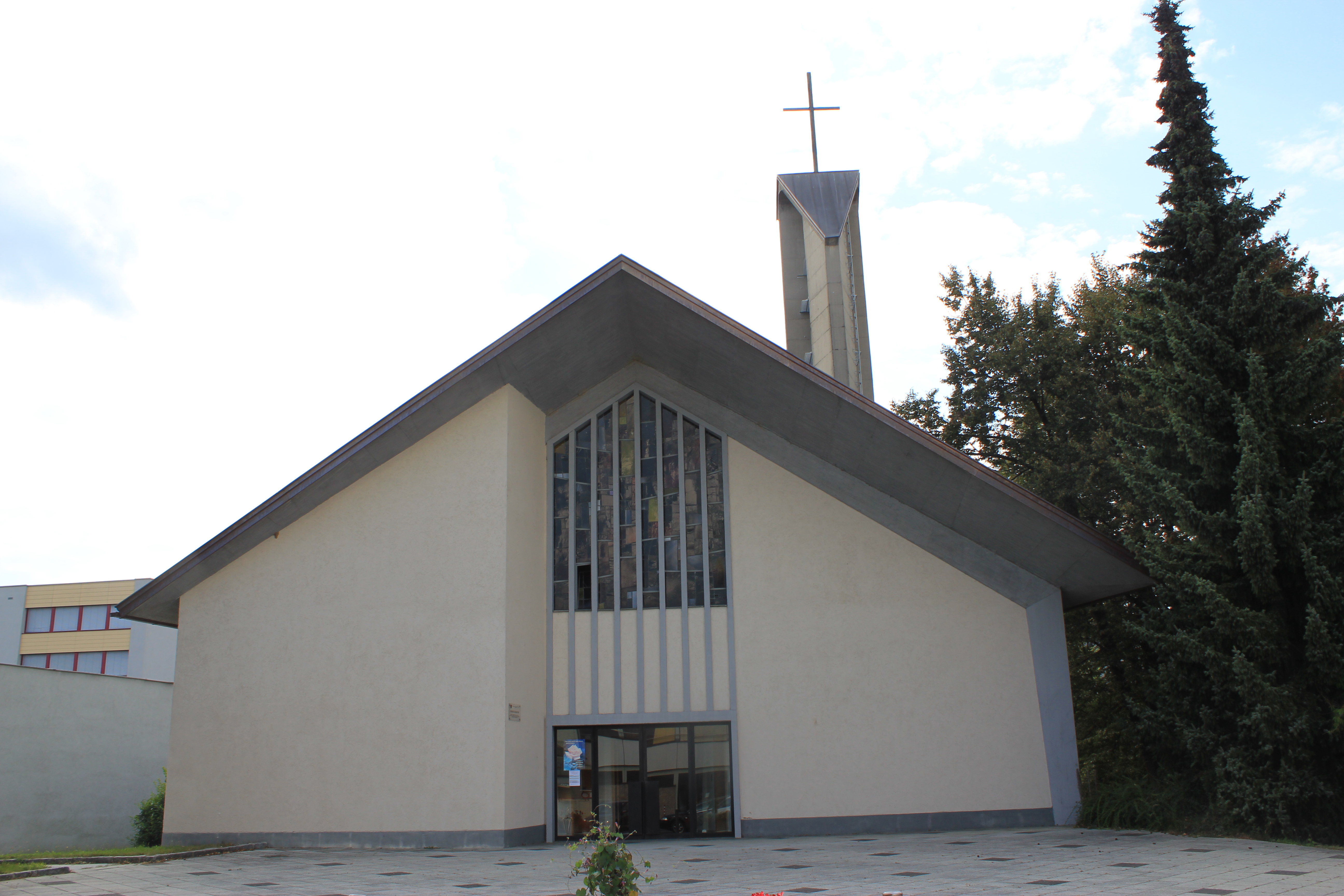
Christuskirche Völkermarkt

Die Christuskirche ist die evangelische Gemeindekirche von Völkermarkt in Kärnten. Sie gehört der Evangelischen Superintendentur A. B. Kärnten und Osttirol an.

## Geschichte
Die 1954 gegründete evangelische Kirchengemeinde erhielt 1958 ihren Kirchenbau nach Plänen der Architekten Elisabeth Baudisch und Eberhard Klaura. Die als Stahlbetonskelettbau errichtete Kirche zeigt einen insgesamt zeltförmigen Aufbau, dem rückwärtig über spornförmigen Grundriss ein offener Glockenträger angefügt ist. Die den Betonmaßwerkfenstern eingefügten farbigen Kirchenfenster schuf Florian Jakowitsch aus Wiener Neustadt.
1959/1960 wurde eine Orgel durch die Firma Rieger Orgelbau erbaut. Sie verfügt über zwölf Register auf zwei Manualen und Pedal.